# Kamień (powiat chełmski)
Kamień – wieś w Polsce położona w województwie lubelskim, w powiecie chełmskim, w gminie Kamień.
Wieś jest sołectwem, siedzibą gminy Kamień oraz  rzymskokatolickiej parafii św. Michała Archanioła. Według Narodowego Spisu Powszechnego (III 2011 r.) liczyła 943 mieszkańców i była największą miejscowością gminy Kamień.
| SIMC    | Nazwa      | Rodzaj    |
| ------- | ---------- | --------- |
| 0104001 | Arendy     | część wsi |
| 0104018 | Oberża     | część wsi |
| 0104024 | Stara Wieś | część wsi |

W latach 1954–1972 wieś należała do i była siedzibą władz gromady Kamień. W latach 1975–1998 miejscowość należała administracyjnie do województwa chełmskiego. W latach 1973–83 w gminie Chełm.